# ستيف مكدونالد (لاعب كريكت)
ستيف مكدونالد (2 أكتوبر 1974 في المملكة المتحدة - ) (بالإنجليزية: Steve McDonald)‏ هو لاعب كريكت بريطاني. لعب مع Warwickshire Cricket Board ‏.